# 八王子いちょう祭り
八王子いちょう祭り（はちおうじ いちょうまつり）とは東京都八王子市にて、毎年秋季土・日曜日の2日間に実施されている祭である。「いちょう祭り」の愛称で知られている。1979年から始まった。

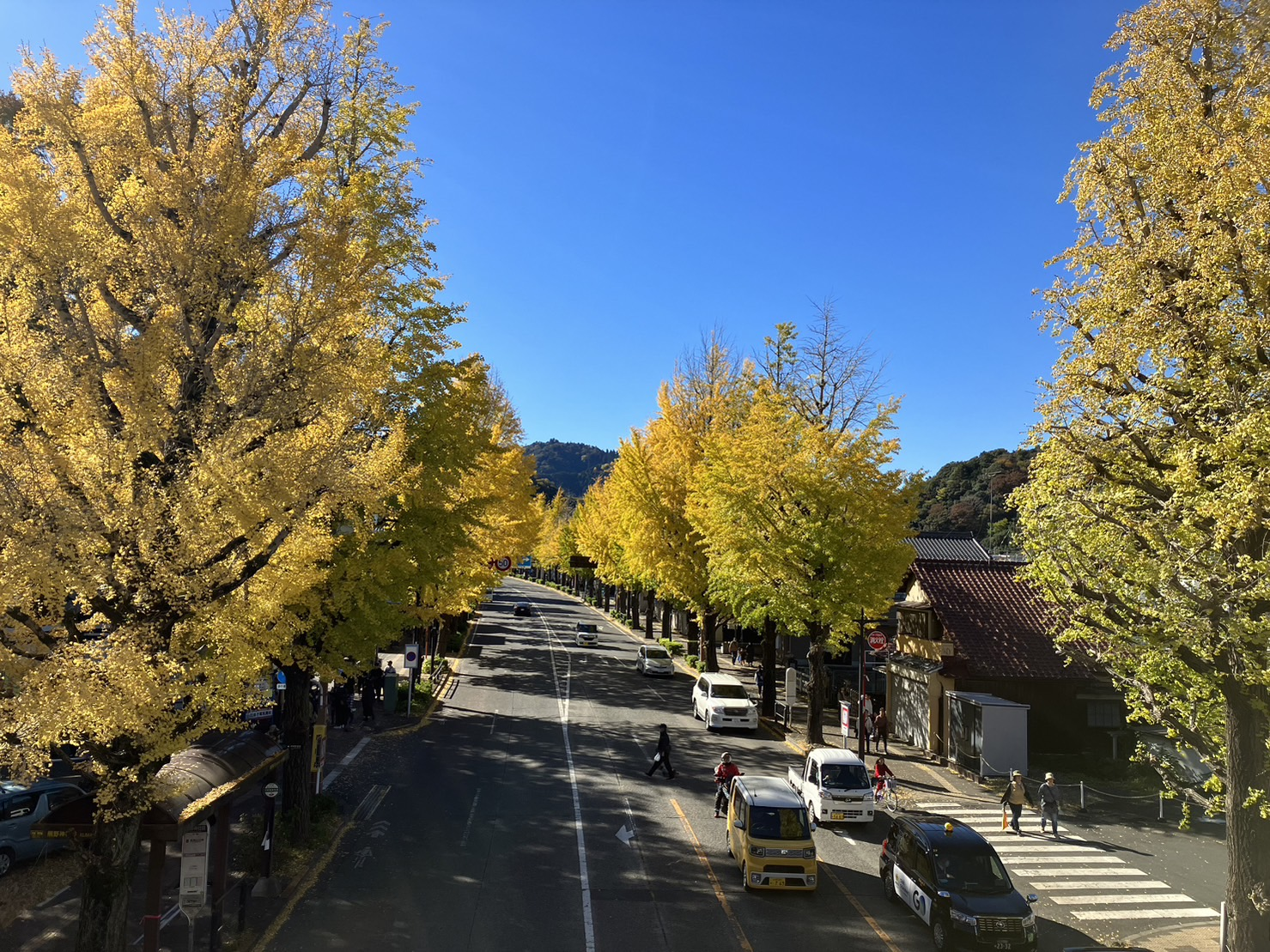
甲州街道のイチョウ並木

2006年の第27回は「昭和の日」の制定を記念して実施された（これは、八王子に昭和天皇の御陵があるからである）。

## 概要
八王子市内を走る甲州街道（国道20号）には、770本のいちょう並木が続いている。このいちょうは1929年に多摩御陵が完成した記念として宮内庁が植樹したものであり1964年に天然記念物に指定されている。
御陵近くの陵南公園をメインに東は追分から西は小仏まで、御陵付近では甲州街道北側に並行して流れる南浅川沿いも会場となっている。
出店は地元の住民が中心でフリーマーケットのような手作りの品や古着、子供のおもちゃなどが多い。運営も住民や学生のボランティアが中心の手作り感の強い祭りである。
毎年、約50万人の人出で賑わう。
またクラシックカーパレードが併せて実施されており、甲州街道を日本各地から集まったクラシックカーが走る。ここのクラシックカーパレードは全国の草分けといわれている。和太鼓お祭り広場・イッチョYOSAKOI踊りゃんせ等、日本の伝統芸能も楽しめる。
甲州街道沿いの町内会ごとに追分から駒木野の小仏関所跡まで関所が設けられる。関所では町内会などの出店のほか、オリエンテーリングとして木製の通行手形に焼印を押してもらえる。関所の焼印を集めると記念品がもらえる。

## 開催日・観客動員数
観客動員数はホームページに掲載された来場者数に基づく
| 回数   | 開催日                                   | 観客動員数                               |
| ------ | ---------------------------------------- | ---------------------------------------- |
| 第1回  | 1979年11月10・11日                       | 165,000人                                |
| 第2回  | 1981年11月21・22日                       | 196,000人                                |
| 第3回  | 1982年11月20・21日                       | 218,000人                                |
| 第4回  | 1983年11月19・20日                       | 245,000人                                |
| 第5回  | 1984年11月17・18日                       | 264,000人                                |
| 第6回  | 1985年11月23・24日                       | 235,000人                                |
| 第7回  | 1986年11月23・24日                       | 294,000人                                |
| 第8回  | 1987年11月22・23日                       | 330,000人                                |
| 第9回  | 昭和天皇容態悪化のため、開催自粛（中止） | 昭和天皇容態悪化のため、開催自粛（中止） |
| 第10回 | 1989年11月18・19日                       | 227,000人                                |
| 第11回 | 1990年11月17・18日                       | 275,000人                                |
| 第12回 | 1991年11月23・24日                       | 280,000人                                |
| 第13回 | 1992年11月22・23日                       | 290,000人                                |
| 第14回 | 1993年11月20・21日                       | 175,000人                                |
| 第15回 | 1994年11月19・20日                       | 232,000人                                |
| 第16回 | 1995年11月18・19日                       | 278,000人                                |
| 第17回 | 1996年11月23・24日                       | 343,500人                                |
| 第18回 | 1997年11月23・24日                       | 316,000人                                |
| 第19回 | 1998年11月22・24日                       | 283,000人                                |
| 第20回 | 1999年11月20・21日                       | 288,000人                                |
| 第21回 | 2000年11月25・26日                       | 317,000人                                |
| 第22回 | 2001年11月24・25日                       | 301,000人                                |
| 第23回 | 2002年11月23・24日                       | 187,000人                                |
| 第24回 | 2003年11月22・23日                       | 310,000人                                |
| 第25回 | 2004年11月20・21日                       |                                          |
| 第26回 | 2005年11月19・20日                       |                                          |
| 第27回 | 2006年11月18・19日                       | 253,000人                                |
| 第28回 | 2007年11月17・18日                       | 326,000人                                |
| 第29回 | 2008年11月22・23日                       | 323,000人                                |
| 第30回 | 2009年11月21・22日                       | 302,000人                                |
| 第31回 | 2010年11月20・21日                       | 338,000人                                |
| 第32回 | 2011年11月19・20日                       | 281,000人                                |
| 第33回 | 2012年11月17・18日                       | 322,000人                                |
| 第34回 | 2013年11月16・17日                       |                                          |
| 第35回 | 2014年11月15・16日                       |                                          |
| 第36回 | 2015年11月21・22日                       | 522,000人                                |
| 第37回 | 2016年11月19・20日                       | 493,000人                                |

## 関所オリエンテーティング
追分関から小仏関の計12個の関所を巡り、焼印を集め、一定数を集めると景品と交換することができる。八王子いちょう祭りのメインとなるイベントである。以下は関所、景品交換所の詳細(詳細は第40回版)。
•追分関所
東京都八王子市追分町（追分交番西隣）
•千人一関所
東京都八王子市千人町1ー1ー7 ドリーミーホール西八王子駐車場
•千人二関所
東京都八王子市千人町2-18-7 西八王子駅西交差点北側
•千人三・四関所
東京都八王子市千人町3-17-10 田倉繃帯工業駐車場
•並木一関所
東京都八王子市並木町7-1 長安時境内
•並木二関所
東京都八王子市並木町15-15 横山事務所駐車場
•新地関所
東京都八王子市東浅川町 高尾警察署並び
•原宿関所
東京都八王子市東浅川町269 原宿会館前
•原関所
東京都八王子市東浅川町1105 熊野神社境内
•川原之宿関所
東京都八王子市高尾町1652-1 浅川市民センター駐車場
•小名路関所
東京都八王子市西浅川町26-1
•小仏関所
東京都八王子市裏高尾町419 小仏関跡
•代官所
東京都八王子市高尾町1652-1 八王子市東浅川町 多摩御陵入口交差点南側
•福引所
東京都八王子市高尾町1652-1 八王子市東浅川町 多摩御陵入口交差点南側

## 主催
- 八王子いちょう祭り祭典委員会